# 귀족원 의장 (영국)
귀족원 의장(Lord Speaker)은 영국의 상원인 귀족원의 의장이다.
2005년 개헌법(en:Constitutional Reform Act 2005)으로 대법관과 권한이 재분배되었다.